# 71 Brygada Okrętów Desantowych
71 Brygada Okrętów Desantowych – związek taktyczny Sił Zbrojnych Federacji Rosyjskiej w strukturach Floty Bałtyckiej Zachodniego Okręgu Wojskowego.
Dowództwo i sztab brygady stacjonuje w Bałtyjsku.
| Okręty w 2008              |               |                 |
| Nazwa                      | Typ           | Uwagi           |
| BDK-43 Mińsk               | Projektu 775  | w linii od 1983 |
| BDK-58 Kaliningrad         | Projektu 775  | w linii od 1984 |
| BDK-61 Korolew             | Projektu 775M | w linii od 1992 |
| BDK-100 Aleksandr Szabalin | Projektu 775  | w linii od 1986 |